# Stefano Marchetti
Stefano Marchetti (* 10. November 1986 in Trient) ist ein italienischer Eishockeyspieler, der seit September 2020 bei Asiago Hockey in der Alps Hockey League unter Vertrag steht.

## Karriere
Stefano Marchetti begann seine Karriere als Eishockeyspieler beim SHC Fassa, für deren Profimannschaft er von 2002 bis 2009 in der Serie A1 aktiv war. Anschließend verbrachte er zwei Jahre bei dessen Ligarivalen SG Pontebba. Zur Saison 2011/12 wurde der Verteidiger vom amtierenden Meister Asiago Hockey verpflichtet. Mit dem Team aus Venetien gewann er 2013 und 2015 die Italienische Meisterschaft und 2013 auch den Supercup. In der Saison 2016/17 spielte er für den Klub parallel in der neu gegründeten Alps Hockey League.
Von 2017 bis 2020 stand Marchetti beim HC Bozen in der österreichischen Eishockey-Liga unter Vertrag.

### International
Für Italien nahm Marchetti im Juniorenbereich an der Division I der U18-Junioren-Weltmeisterschaft 2004 sowie den Division-I-Turnieren der U20-Junioren-Weltmeisterschaften 2005 und 2006 teil.
Im Seniorenbereich stand er erstmals im Februar 2009 in Riga bei der Olympiaqualifikation für die Spiele in Vancouver im Kader der Italiener, die aber nach Niederlagen gegen Lettland (1:4) und die Ukraine (2:3) bei nur einem Sieg gegen Ungarn (4:1) den Sprung ins Endturnier verpassten. Erfolgreicher lief es für ihn bei der Weltmeisterschaft im selben Jahr, als die Azzurri das Turnier der Division I im polnischen Toruń gewinnen und damit in die Top-Division aufsteigen konnten. In der Top-Division stand er im italienischen Kader bei den Titelkämpfen 2010 und 2012, ohne jeweils jedoch den Abstieg verhindern zu können. Bei der Weltmeisterschaft 2013 der Division I in Budapest stand er erneut im italienischen Kader und stieg mit seiner Mannschaft dank eines 2:1-Erfolges gegen die Gastgeber wieder in die Top-Division auf. Auch 2015 und 2016 stand er wieder in der Division I auf dem Eis. Zudem vertrat er seine Farben bei der Olympiaqualifikation für die Winterspiele in Pyeongchang 2018.

## Erfolge und Auszeichnungen
- 2009 Aufstieg in die Top-Division bei der Weltmeisterschaft der Division I, Gruppe B
- 2013 Italienischer Meister und Supercupsieger mit Asiago Hockey
- 2013 Aufstieg in die Top-Division bei der Weltmeisterschaft der Division I, Gruppe A
- 2015 Italienischer Meister mit Asiago Hockey
- 2016 Aufstieg in die Top-Division bei der Weltmeisterschaft der Division I. Gruppe A
- 2018 EBEL-Sieger mit dem HC Bozen

## Karrierestatistik
Stand: Ende Saison 2019/20
(Legende zur Spielerstatistik: Sp oder GP = absolvierte Spiele; T oder G = erzielte Tore; V oder A = erzielte Assists; Pkt oder Pts = erzielte Scorerpunkte; SM oder PIM = erhaltene Strafminuten; +/− = Plus/Minus-Bilanz; PP = erzielte Überzahltore; SH = erzielte Unterzahltore; GW = erzielte Siegtore; 1 Play-downs/Relegation; Kursiv: Statistik nicht vollständig)